# Plewiska
Plewiska (niem. Plewisk, Asengarten) – wieś w Polsce położona w województwie wielkopolskim, w powiecie poznańskim, w gminie Komorniki. Plewiska wchodzą w skład aglomeracji poznańskiej, a sama miejscowość przylega bezpośrednio do Poznania. 
W latach 1954–1998 wieś administracyjnie należała do województwa poznańskiego.
Większe osiedla mieszkalne: Aniołowo, Pogodne, Zielarskie. 

## Historia

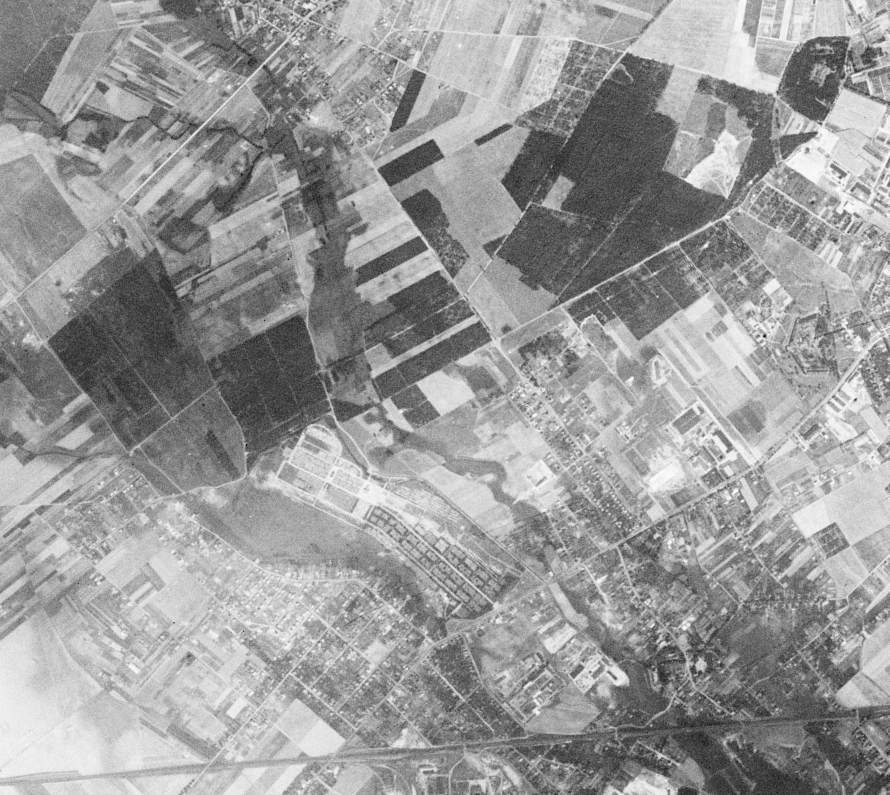
Lasek Marceliński, Junikowo i Plewiska - zdjęcie satelitarne, 1965

Plewiska należały do najdawniejszych posiadłości biskupów poznańskich. Pierwszą wzmiankę o wsi można znaleźć w dokumencie księcia Władysława Odonica z 1237 r. W 1335 r. biskup poznański Jan Łodzia nadał wsi akt lokacyjny. Pierwszymi sołtysami Plewisk byli bracia Paweł i Michał. 
Wieś położona była w 1580 roku w powiecie poznańskim województwa poznańskiego. 
W rękach biskupów poznańskich wieś pozostała aż do rozbiorów, wchodząc w skład klucza poznańskiego, a od poł. XVIII w. komornickiego. Po sekularyzacji dóbr kościelnych dokonanej przez władze zaborcze, Plewiska przeszły na własność skarbu państwa pruskiego.
W 1856 r. majątek Plewiska o powierzchni 478 ha nabył poznański kupiec Józef Freudenreich. On też postawił dworek z zabudowaniami folwarcznymi i założył park w stylu angielskim. Wieś była własnością Freudenreichów aż do II wojny światowej.
Po wojnie postępowała zabudowa terenów położonych na zachód od cmentarza junikowskiego i na północ od ul. Grunwaldzkiej. Przez 40 lat budowano domy przy nowo powstających ulicach. Prawie do końca lat 80. XX w. była to prężna, rolnicza wieś. Większość mieszkańców znajdowała jednak pracę w Poznaniu, toteż ich związki z wsią Plewiska i gminą Komorniki ulegały rozluźnieniu. W 1987 r. część Plewisk została wcielona do Poznania pod nazwą Osiedle Plewiska, z czasem Osiedle Kwiatowe.
Przez 20 lat do roku 1973 Plewiska były siedzibą Gromadzkiej Rady Narodowej w Plewiskach, po likwidacji gromad włączone zostały do gminy Komorniki. W latach 1975–1998 miejscowość administracyjnie należała do województwa poznańskiego.

## Komunikacja

### Transport autobusowy
Zbiorową komunikacje autobusową w Plewiskach zapewnia Przedsiębiorstwo Usług Komunalnych Komorniki, które od 1 października 2013 roku wchodzi w skład Zarządu Transportu Miejskiego w Poznaniu. Miejscowość obsługują trzy dzienne linie podmiejskie 710, 715 oraz 716. Każda z linii autobusowych swój bieg kończy na jednej z dwóch poznańskich pętli tramwajowych (odpowiednio Poznań Górczyn i Poznań Junikowo). 

### Transport kolejowy
Do połowy lat 90. XX wieku na granicy wsi i Poznania znajdował się przystanek kolejowy Poznań Plewiska, który umiejscowiony był w ciągu linii kolejowej nr 3. Zlikwidowany został w czasie modernizacji trasy pod koniec XX wieku. Obecnie w miejscu przystanku znajdują się jedynie pozostałości po stacji, które zostały zaadaptowane na budynki mieszkalne. Na jednym z dawnych budynków kolejowych widnieje zamazana i nieczytelna niemiecka nazwa stacji Plewisk.
30 października 2007 w pobliże przejazdu kolejowego, będącego granicą pomiędzy wsią a Poznaniem przeniesiono przystanek kolejowy Poznań Junikowo. Stacja pierwotnie położona była przy ul. Miśnieńskiej na Rudniczem, bliżej stacji kolejowej na Górczynie. Na przystanku zatrzymują się pociągi Przewozów Regionalnych oraz Kolei Wielkopolskich.

### Transport drogowy
Plewiska leżą w pobliżu ważnych dróg krajowych i międzynarodowych. Na południe od Plewisk znajduje się południowa obwodnica Poznania, będąca fragmentem autostrady A2. Dogodny dojazd do autostrady zapewnia węzeł Poznań Komorniki, który znajduje się w niewielkiej odległości od granic wsi. Na zachód od miejscowości biegnie zachodnia obwodnica Poznania, która stanowi część drogi ekspresowej S11.

#### Autostrady i drogi ekspresowe
- A2 autostrada A2 (Południowa obwodnica Poznania)
- S11 droga ekspresowa S11 (Południowa obwodnica Poznania oraz Zachodnia obwodnica Poznania)

#### Drogi powiatowe
- droga powiatowa nr 2387P relacji Poznań – Plewiska – Komorniki[14]
- droga powiatowa nr 2416P relacji Gołuski – Plewiska[14]

## Gospodarka
W Plewiskach działa szereg dużych firm i zakładów pracy: AA Studio Kombiko Bis, AbiLine Polska, Albeco, Centrum Usługowo-Logistyczne Arvato Bertelsmann Media, Eurodrut, FlexLink Systems Polska, Frankpol, Jandach Deweloper, PBE ELBUD Poznań, Prebena Polska, Proplast, Staneck Development. Swoją siedzibę ma tam również jedno z pięciu centrów logistycznych sieci Żabka.
Przy ulicy Grunwaldzkiej od 18 kwietnia 2009 r. działa centrum handlowo-usługowo-mieszkaniowe „Nowy Rynek”. W centrum mieści się kilkadziesiąt sklepów i firm z różnych branży. Ponadto na terenie miejscowości znajduje się kilka sklepów wielkopowierzchniowych. Są to m.in.: Biedronka, Dino, Lidl.

## Ludność
Struktura demograficzna mieszkańców Plewisk według danych zebranych podczas Narodowego Spisu Powszechnego 2011 przez GUS na dzień 31 marca 2011 r.:
| Opis                                                       | Ogółem       | Mężczyźni    | Kobiety      |
| ---------------------------------------------------------- | ------------ | ------------ | ------------ |
| Ogółem                                                     | 6883 (100%)  | 3398 (49,4%) | 3485 (50,6%) |
| Wiek przedprodukcyjny (0–17 lat)                           | 1743 (25,3%) | 974 (28,7%)  | 769 (22,1%)  |
| Wiek produkcyjny (mężczyźni 18–63 lata, kobiety 18–58 lat) | 4521 (65,7%) | 2238 (65,9%) | 2283 (65,5%) |
| 619 (9,0%)                                                 | 186 (5,5%)   | 433 (12,4%)  |              |

## Oświata

### Żłobki
- Niepubliczny Żłobek „Ekomaluch”, ul. Grunwaldzka 581[16]
- Niepubliczny Żłobek „Ekomaluch”, ul. Grunwaldzka 638[16]
- Niepubliczny Żłobek „Misie Tulisie”, ul. prof. Jana Kozłowskiego 27a[16]
- Niepubliczny Żłobek „Misie Tulisie” oddział II, ul. Miętowa 35[16]
- Niepubliczny Żłobek „Misie Tulisie” oddział III, ul. Kolejowa 91c[16]
- Niepubliczny Żłobek „Talenciaki”, ul. Brzozowa 5/41[16]
- Niepubliczny Żłobek „Żabulinki”, ul. Południowa 81[16]
- Żłobek „Stumilowy Las”, ul. Brzozowa 7/34[16]

### Przedszkola
- Niepubliczne Przedszkole „Szkółka Małego Dziecka” z oddziałami integracyjnymi i oddziałami specjalnymi, ul. Południowa 60[17]
- Niepubliczne Przedszkole „Żabulinki”, ul. Południowa 81[17]
- Oddział Przedszkolny w Szkole Podstawowej w Plewiskach, ul. Szkolna 64[18]
- Oddział Przedszkolny w Szkole Podstawowej nr 2 w Plewiskach, ul. prof. Wacława Strażewicza 1[18]
- Publiczne Przedszkole „Cztery Pory Roku”, ul. Grunwaldzka 493[19]
- Publiczne Przedszkole „Ekoludki”, ul. Grunwaldzka 638[19]
- Publiczne Przedszkole „Małe Talenty”, ul. Grunwaldzka 562[19]
- Publiczne Przedszkole „Naszych Dzieci” z oddziałami integracyjnymi, ul. Czarna Droga 45[19]
- Publiczne Przedszkole „Niebieski Balonik”, ul. Pasterska 36[19]
- Publiczne Przedszkole „Stumilowy Las”, ul. Południowa 48[19]
- Publiczne Przedszkole „Tęczowe Kredki”, ul. Fabianowska 100[19]
- Samorządowe Przedszkole „Zielony Zakątek”, ul. Zielarska 2[20]

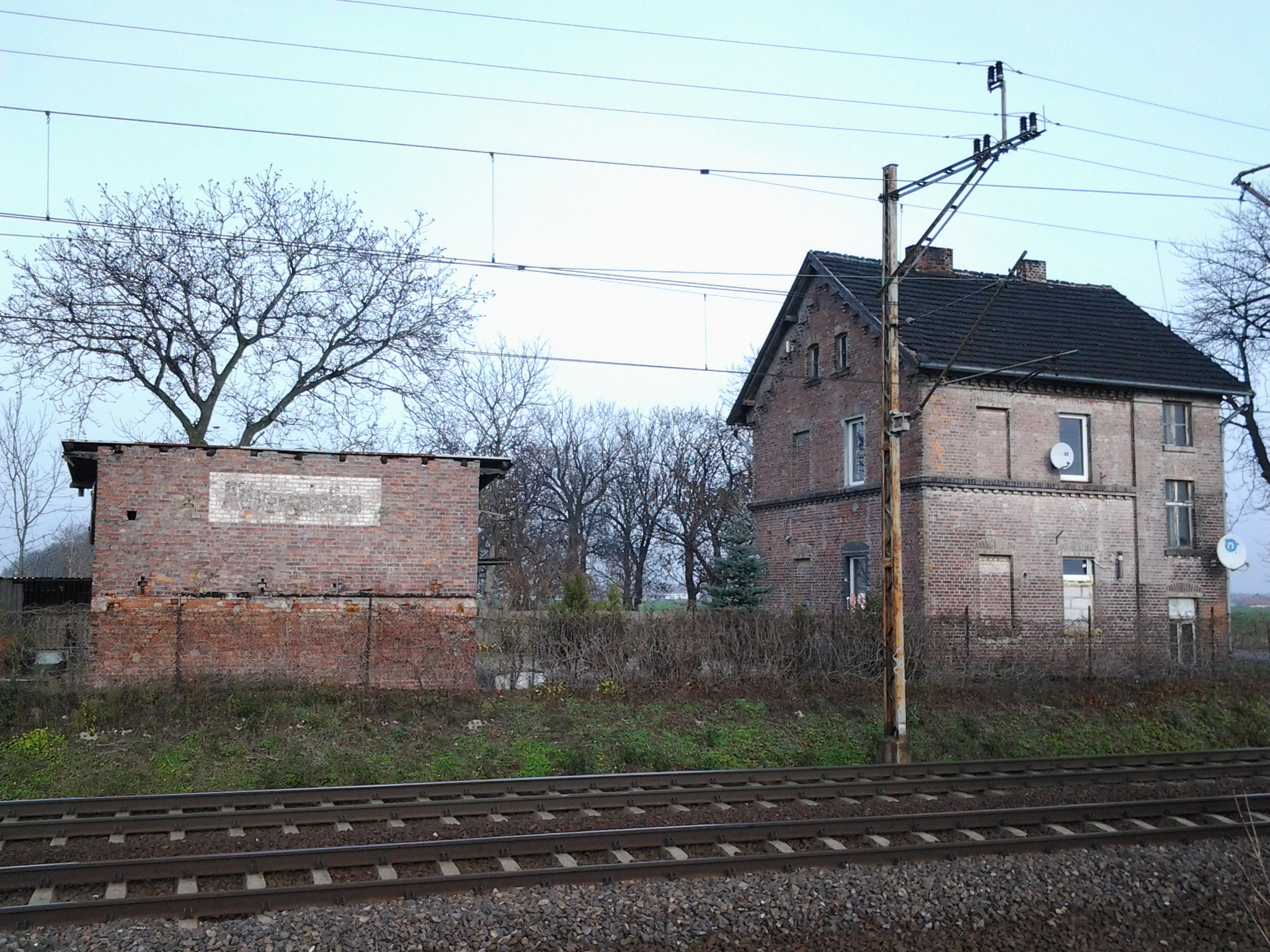
Pozostałości po dawnej stacji kolejowej Poznań Plewiska

### Szkoły podstawowe
- Szkoła Podstawowa nr 1 im. Tytusa i Jana Działyńskich w Plewiskach, ul. Szkolna 64[21]
- Szkoła Podstawowa nr 2 w Plewiskach, ul. prof. Wacława Strażewicza 1[21]

## Wspólnoty wyznaniowe

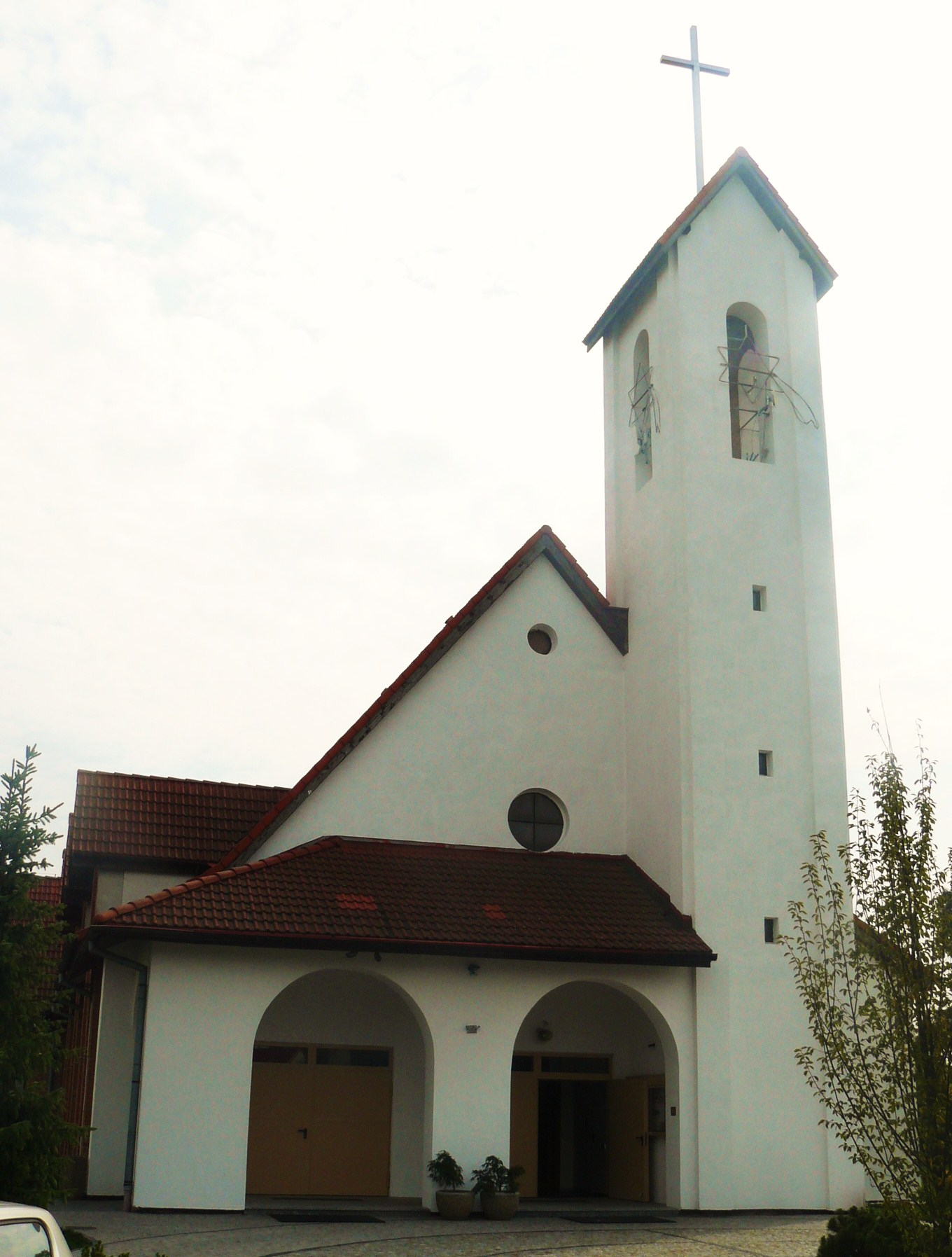
Kościół św. Faustyny w Plewiskach w 2014 roku

Na terenie miejscowości funkcjonują 2 parafie rzymskokatolickie, które wchodzą w skład dekanatu komornickiego:

### Parafia pw. św. Faustyny
30 stycznia 1996 roku powołano Społeczny Komitet Budowy Kościoła. Pierwsza Mszę św. w miejscu obecnego kościoła pw. św. Faustyny została odprawiona 9 czerwca 1996 roku, w niedzielę Oktawy Bożego Ciała. Eucharystię prowadził ks. Jerzy Kaźmierczyk, proboszcz parafii pw. św. Andrzeja Apostoła w Komornikach, która obejmowała wówczas swym zasięgiem obszar wsi. 
Prace pod budowę nowej świątyni rozpoczęto dzień później. 25 czerwca tego samego roku ks. abp Juliusz Paetz, nadał tytuł bł. Faustyny powstającemu kościołowi. 11 kwietnia 1997 roku wmurowano pierwszą cegłę, pochodzącą z grobowca patronki. 16 września 1999 roku poświęcono i wmurowano kamień węgielny. Uroczystościom przewodniczył metropolita poznański ks. abp Juliusz Paetz. 28 sierpnia 2001 roku oficjalnie utworzono parafię pw. św. Faustyny w Plewiskach, pierwszym proboszczem mianowano ks. Macieja Kuczmę. 
25 listopada 2007 roku, w Uroczystość Jezusa Chrystusa, Króla Wszechświata nastąpiło poświęcenie figur Pana Jezusa Miłosiernego i św. siostry Faustyny. Figury w drewnie lipowym wykonał rzeźbiarz, Marian Glugla z Zakopanego. Obie rzeźby umiejscowione są na globie ziemskim wykonanym przez metaloplastyka Krzysztof Janowicz z Konarzewa.
8 listopada 2008 roku w prezbiterium kościoła zamontowano cztery witraże. 23 maja 2014 roku odsłonięto pomnik św. Jana Pawła II. Rzeźba przedstawia siedzącego na skale papieża z różańcem. Wygląd i otoczenie monumentu nawiązywać ma do górskich wycieczek, które kochał papież.
Posługę proboszcza pełni ks. Krzysztof Szymendera.

### Parafia pw. bł. Jerzego Popiełuszki
Zgodnie z dekretem ks. abp Stanisława Gądeckiego, 25 sierpnia 2014 roku do parafii pw. św. Faustyny został skierowany jako wikariusz ks. Rafał Grochowiak. Duchowny otrzymał zadanie kierowania pracami przy tworzeniu nowej parafii na os. Zielarskim w Plewiskach. 

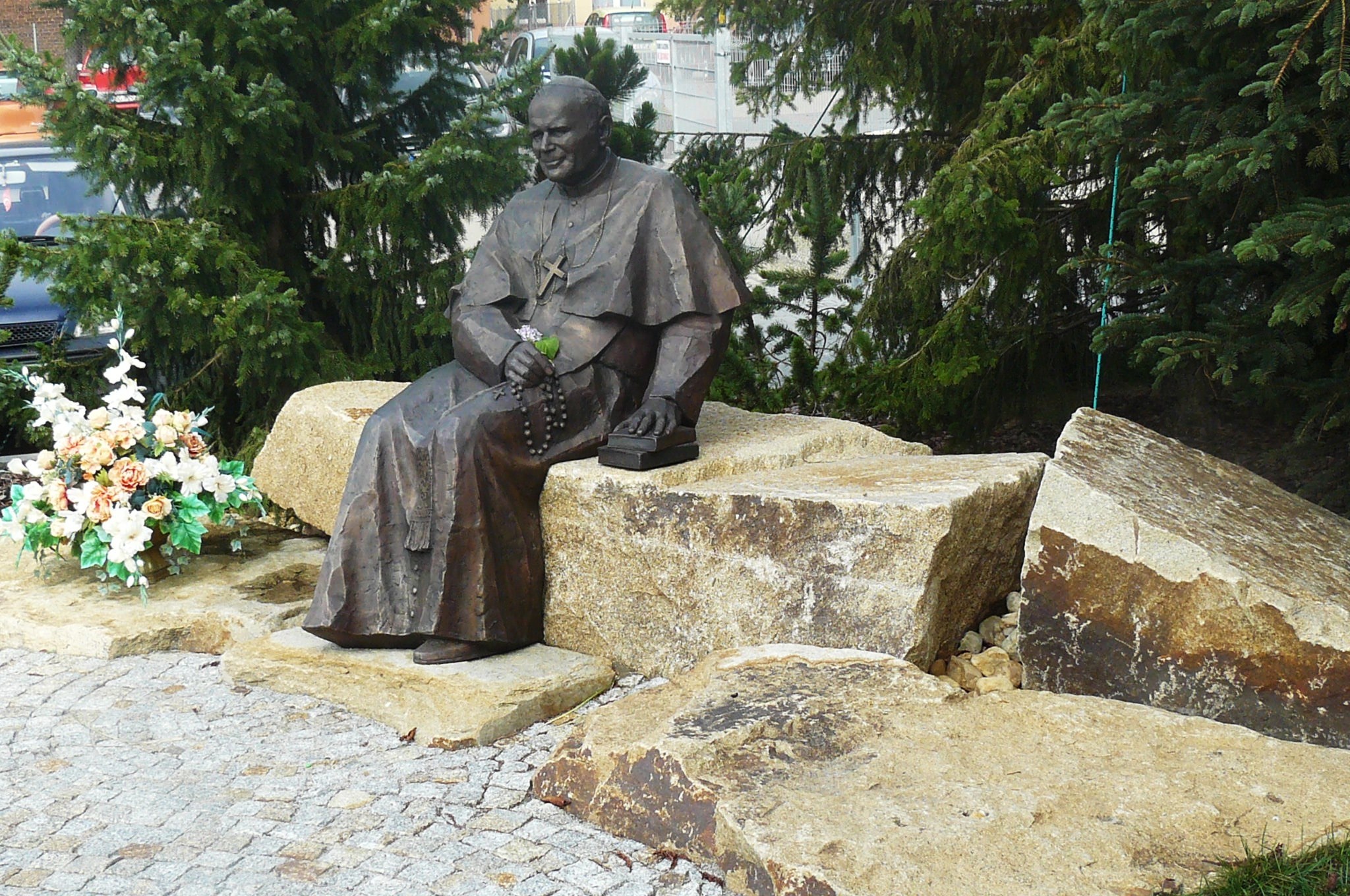
Rzeźba siedzącego papieża Jana Pawła II przed kościołem św. Faustyny w Plewiskach

W październiku 2014 roku ks. abp Gądecki wyznaczył bł. Jerzego Popiełuszkę na patrona dla planowanej kaplicy i parafii na os. Zielarskim. 30 listopada tego samego roku ks. abp erygował nową parafię, oddając ją pod opiekę świętego. W lutym 2015 roku otrzymano zgodę na budowę nowej kaplicy wraz z domem parafialnym. W kwietniu na placu przed tymczasową kaplicą ustawiono krzyż, który został podarowany przez parafię pw. św. Antoniego w Poznaniu. 12 kwietnia 2015 roku w hali zaadaptowanej na kaplicę, rozpoczęto regularne sprawowanie Eucharystii. 16 czerwca tego samego roku rozpoczęły się prace ziemne na terenie budowy. Na przełomie lutego i marca 2016 roku na budynku zamontowano konstrukcję dachu, którą pokryto papą. W kolejnych miesiącach wykonano m.in. przyłącze wodno-kanalizacyjne, zamontowano okna i drzwi oraz ocieplono budynek z zewnątrz. We wnętrzu budynku wylano posadzki, zamontowano balustradę oraz tabernakulum. Wieczorem, 3 grudnia w murach nowej kaplicy odbyła się pierwsza liturgia eucharystyczna. 

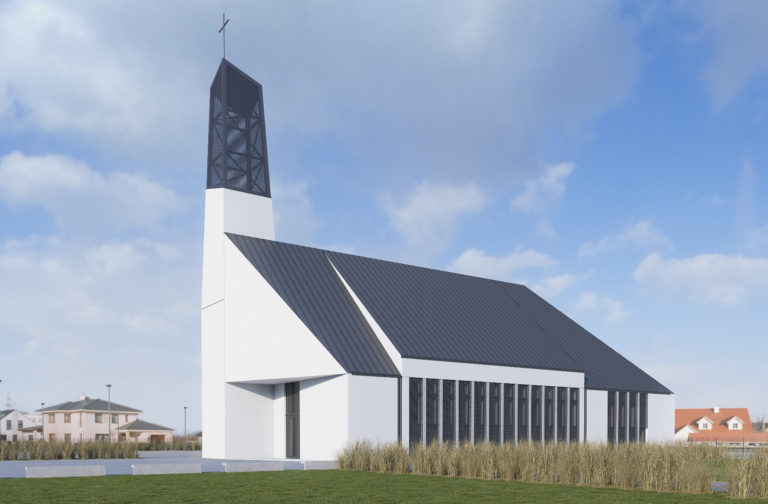
Projekt kościoła pw. bł. Jerzego Popiełuszki

Po zakończeniu budowy kaplicy, rozpoczęła się budowa kościoła, którego kaplica ma być boczną nawą.

## Kompleks dworski
W latach 20. XIX wieku majątek Plewisk o powierzchni 478 ha nabył poznański kupiec, przedsiębiorca i ziemianin - Josef Freudenreich. Rodzina Freudenreichów wywodziła się z Austrii. Zlecił on pod koniec lat 60. XIX w. budowę kompleksu dworskiego z zabudowaniami folwarcznymi. Wybudowano również gorzelnię i cegielnię. Na terenie otaczającym dwór założono park w stylu angielskim.
Plewiska należały do rodziny Freudenreichów aż do końca II wojny światowej. Po zakończeniu działań wojennych Plewiska stały się prężną wsią rolniczą. Część majątku rodziny Freudenreichów skarb państwa przekazał Państwowemu Instytutowi Naukowemu Leczniczych Surowców Roślinnych (późniejszy Instytut Roślin i Przetworów Zielarskich). Na terenie dawnego dworu utworzono Dział Hodowli Roślin Leczniczych z ogrodem botanicznym oraz Dział Doświadczeń Terenowych. Na początku lat 60. XX w. kolejna część majątku w postaci gruntów została przejęta przez firmę Herbapol. W 1980 roku park został wpisany do rejestru zabytków. Po wojnie teren parku niedostępny było dla mieszkańców.
26 czerwca 2015 r. dzięki współpracy gminy Komorniki i Instytutu Roślin i Przetworów Zielarskich nastąpiło ponowne otwarcie parku dla mieszkańców wsi. Pojawiły się również plany zaadaptowania byłego budynku Herbapolu na Dom Kultury oraz Dom Dziennego Pobytu dla osób starszych. Obecnie w budynkach byłego dworu działa szkółka roślin oraz odbywają się szkolenia dla plantatorów. 

## Sport

### Kluby sportowe
Na terenie wsi działa kilka klubów sportowych:
- Klub Sportowy „Grom Plewiska” - data założenia 01.01.1992[32][33][34]
- Klub Sportowy „Orły Plewiska” - data założenia 01.11.2008[35][36]
- Uczniowski Klub Sportowy „Grunwald Plewiska”[37]

### Obiekty sportowe
Oba miejscowe kluby piłkarskie, swoje mecze rozgrywają na stadionie należącym do Gminnego Ośrodka Sportu i Rekreacji w Plewiskach. W skład kompleksu wchodzi boisko piłkarskie z naturalną nawierzchnią trawiastą o wymiarach 105 x 68 m, profesjonalny system nawadniający murawę, kryta trybuna dla 650 kibiców oraz pawilon z 4 szatniami dla zawodników, pomieszczeniami dla trenerów, pokojem dla sędziów oraz pomieszczeniem medycznym i gospodarczym. Obiekt spełnia tym samym wymogi Polskiego Związku Piłki Nożnej o możliwości rozgrywania na nim rozgrywek piłkarskich. Dodatkowo w 2008 roku, podczas pierwszej edycji akcji „Orlik 2012” w pobliżu stadionu wybudowano wielofunkcyjne boisko do koszykówki i siatkówki oraz boisko piłkarskie ze sztuczną nawierzchnią i zapleczem sanitarnym. Wszystkie obiekty zlokalizowane są przy ulicy Szkolnej 132.

## Kultura

### Biblioteka
W 1957 r. na terenie dzisiejszej Szkoły Podstawowej nr 1 utworzono Gromadzką Bibliotekę Publiczną w Plewiska. Wypożyczalnia działała tam do roku 1972, kiedy to przeniesioną ją do budynku Domu Kultury „Remiza” przy ul. Grunwaldzkiej 563. Wtedy też stała się Filią Gromadzkiej Biblioteki Publicznej w Komornikach, która rok później w wyniku reformy administracyjnej zmieniła nazwę na Filię Biblioteki Publicznej Gminy Komorniki w Plewiskach.
Zwiększająca się liczba czytelników i niewystarczające warunki lokalowe wymusiły działania w kierunku budowy nowej siedziby instytucji. W 2012 roku Biblioteka Publiczna Gminy Komorniki wraz z Urzędem Gminy Komorniki przystąpiła do Rządowego programu „Kultura + Biblioteka + Infrastruktura Bibliotek”, w ramach którego rozpoczęto budowę nowego obiektu. Całkowity koszt inwestycji wyniósł około 1471 tysięcy złotych. 40% kwoty potrzebnej do realizacji projektu pochodziło ze środków finansowych Ministerstwa Kultury i Dziedzictwa Narodowego, a 60% stanowił wkład własny biblioteki.
23 stycznia 2014 roku oddano do użytku nowy budynek biblioteki. Symboliczną wstęgę przecięli Wójt Gminy Komorniki, Jan Broda oraz Anna Kamińska-Janowicz, reprezentująca Departament Kultury w Urzędzie Marszałkowskim. W skład nowego obiektu liczącego 464,75 m² powierzchni użytkowej wchodzi oprócz wypożyczalni wraz z czytelniami również: sala konferencyjna, pomieszczenie biurowe, socjalne, toalety, zaplecze gospodarcze, kotłownia oraz parking przed budynkiem na 40 samochodów. W budynku mieści się również czytelnia internetowa, gdzie do dyspozycji znajduje się pięć stanowisk komputerowych, drukarka i ksero. Obiekt przystosowany jest do potrzeb osób niepełnosprawnych oraz starszych. Dla dzieci przygotowany został specjalny kącik malucha.

### Dom Kultury „Remiza”
W części budynku Ochotniczej Straży Pożarnej w Plewiskach swoją siedzibę mieści Dom Kultury „Remiza”. Instytucja jest filią Gminnego Ośrodka Kultury w Komornikach. Odbywają się tutaj wydarzenia kulturalne dla mieszkańców wsi. Dom Kultury stanowi siedzibę Koła Gospodyń Wiejskich w Plewiskach oraz kapeli podwórkowej „Plewiszczoki”.

#### Kapela podwórkowa „Plewiszczoki”
Kapela podwórkowa „Plewiszczoki” powstała w październiku 2000 roku. Zespół bierze aktywny udział w wielu imprezach okolicznościowych organizowanych przez Gminę Komorniki, Powiat Poznański a także w festiwalach i przeglądach kapel podwórkowych w różnych zakątkach kraju. „Plewiszczoki” są także współorganizatorem przeglądu kapel podwórkowych „Kapeliada”, który odbywa się rokrocznie w lipcu w Plewiskach. W 2012 roku kapela za całokształt pracy artystycznej otrzymała nagrodę z rąk Starosty Poznańskiego – Jana Grabkowskiego, a także nagrodę Wójta Gminy Komorniki - Bene Meritus w trakcie Dni Komornik.

#### Koło Gospodyń Wiejskich w Plewiskach
Koło Gospodyń Wiejskich w Plewiskach powstało w 1965 roku i swoją działalność prowadziło wspólnie z Kółkiem Rolniczym z Plewisk do roku 1980. W 2004 roku po 24-letniej przerwie organizacja wznowiła działalność. Spotkania odbywają się dwa razy w miesiącu w Domu Kultury „Remiza”. Stowarzyszenie jest współorganizatorem wraz z grupą „Plewiszczoki”, przeglądu kapel podwórkowych pod nazwą „Kapeliada”.

## Wydarzenia cykliczne

### Ogólnopolski Festiwal Muzyki Organowej i Kameralnej - Komorniki
Od drugiej edycji festiwalu, tj. od 2007 roku w murach kościoła św. Faustyny w Plewiskach odbywa się część koncertów Ogólnopolskiego Festiwalu Muzyki Organowej i Kameralnej - Komorniki. Organizatorami festiwalu jest Urząd Gminy Komorniki, Gminny Ośrodek Kultury w Komornikach oraz cztery parafie w których odbywają się koncerty: parafia św. Andrzeja Apostoła w Komornikach, parafia św. Faustyny w Plewiskach, parafia św. Jadwigi Śląskiej w Poznaniu oraz parafia św. Floriana w Wirach. Wstęp na wszystkie wydarzenia w ramach festiwalu jest bezpłatny.

## Osoby związane z Plewiskami
- Kazimierz Cwojdziński (1878-1948) – matematyk, profesor Szkoły Inżynierskiej w Poznaniu, urodzony w Plewiskach.
- Jan Olrych Szaniecki (1783-1840) – adwokat i działacz polityczny, poseł na Sejm Królestwa Polskiego, minister sprawiedliwości w Rządzie Narodowym Królestwa Polskiego, urodzony w Plewiskach.